# Ulu Grosbard
Ulu Grosbard (Anversa, 9 gennaio 1929 – New York, 19 marzo 2012) è stato un regista cinematografico e teatrale belga naturalizzato statunitense.

## Biografia
Iniziò la propria carriera come intagliatore di diamanti nel nativo Belgio. Arrivato negli USA frequentò l'Università di Chicago e poi la Yale Drama School. Dopo aver lavorato negli anni cinquanta per il teatro approdò al cinema verso la fine degli anni sessanta dove esordì con La signora amava le rose.
Nonostante il suo contributo al grande schermo sia piuttosto ridotto è stato molto attivo a Broadway e in altri teatri.
Nel 1965 si è sposato con l'attrice  Rose Gregorio con cui è rimasto fino alla morte.

## Filmografia
- La signora amava le rose (The Subject Was Roses) (1968)
- Chi è Harry Kellerman e perché parla male di me? (Who Is Harry Kellerman and Why Is He Saying Those Terrible Things About Me?) (1971)
- Vigilato speciale (Straight Time) (1978)
- L'assoluzione (True Confessions) (1981)
- Innamorarsi (Falling in Love) (1984)
- Georgia (1995)
- In fondo al cuore (The Deep End of the Ocean) (1999)